# قائمة شركات التأمين في سوريا
تضم هذه القائمة جميع شركات التأمين وإعادة التأمين المرخص لها العمل في الجمهورية العربية السورية.

## شركات التأمين
| الشركة                                    | تاريخ التأسيس  | الموقع الإلكتروني    |
| ----------------------------------------- | -------------- | -------------------- |
| المؤسسة العامة السورية للتأمين            | 7 أغسطس 1952   | sic.sy               |
| الشركة المتحدة للتأمين                    | 6 فبراير 2006  | uic.com.sy           |
| الشركة السورية الوطنية للتأمين            | 6 فبراير 2006  | natinsurance.com     |
| الشركة السورية الكويتية للتأمين           | 6 فبراير 2006  | gig.com.sy           |
| الشركة السورية العربية للتامين            | 5 أبريل 2006   | arabiasyria.com      |
| شركة المشرق العربي للتأمين                | 5 أبريل 2006   | mashreqins.com       |
| شركة الثقة السورية للتأمين                | 5 أبريل 2006   | trustsyria.com       |
| الشركة السورية الدولية للتأمين - آروب     | 2 يونيو 2006   | aropesyria.com       |
| شركة التأمين العربية سورية                | 25 يونيو 2006  | arabiasyria.com      |
| شركة الإتحاد التعاوني للتأمين - سولداريتي | 25 يونيو 2006  | solidarity-sy.com    |
| شركة العقيلة للتأمين التكافلي             | 28 ديسمبر 2006 | alaqeelah.sy         |
| شركة أدونيس للتأمين - أدير                | 21 يوليو 2007  | adirinsurance-sy.com |
| الشركة الإسلامية السورية للتأمين          | 27 ديسمبر 2007 | siic-insurance.com   |

## شركات إعادة التأمين
| الشركة                             | تاريخ التأسيس | الموقع الإلكتروني |
| ---------------------------------- | ------------- | ----------------- |
| شركة الاتحاد العربي لإعادة التأمين | 16 أبريل 1974 | arabunionre.sy    |